# Joachim Neander von Petersheiden

Niemiecki herb rodu Neander von Petersheiden

Joachim Friedrich Wilhelm Neander von Petersheiden (ur. 24 kwietnia 1743 w Łobzie, zm. 27 października 1817 w Berlinie) – pruski generał i inspektor artylerii, od roku 1801 szlachcic, kawaler Orderu Orła Czerwonego III klasy, od roku 1815 członek niemieckiej loży masońskiej.

## Pochodzenie rodu von Petersheiden
Ród Neander von Petersheiden, to śląski ród o polskich korzeniach. Ród ten pochodził z miejscowości Petersheide, która leżała w dobrach kościelnych lokowanych w roku 1237 przez biskupa Tomasza I(obecnie Czarnolas). Pierwszym herbowym przedstawicielem rodu był biskup Karl Franz Neander von Petersheide (Pettersheydaw), a pierwszym herbowym niemieckim przedstawicielem rodu był generał Joachim Neander von Petersheiden. Za protoplastę rodu uważany jest Baltazar Neander (archidiakon, 1568-1619). Inni znani przedstawiciele rodu to urodzony w Łobzie, Karl Neander von Petersheide (1761-1842), kapitan artylerii, kawaler orderu Pour le Mérite, kartograf, inżynier i genialny wynalazca, który opracował np. oznaczanie ulic, numeracje domów z ustaleniem właściciela, oświetlenie lampowe i przeprowadził pierwsze pomiary dla miasta Berlin. Inny przedstawiciel rodu to Johann Christoph (?-1821) pułkownik, dyrektor Akademii Artylerii i Inżynierii Wojskowej w Berlinie. Następny przedstawiciel to urodzony w Szczecinie Julius Friedrich Neander von Petersheiden (1815 - 1876) Kolejny przedstawiciel rodu to Erich Neander von Petersheiden (1859 - 1922), pruski porucznik urodzony w Chursdorf. Dwa majątki rodowe należące rodu von Petersheide, to na Śląsku Petersheide i na Pomorzu Chursdorf (obecnie Mostkowo - ponad 1000 ha posiadłość), przez małżeństwo w roku 1857 Juliusa Friedricha z Anną Ernestiną Martinini (1832-1919). Majątek do roku 1945 należał do rodu von Petersheiden, a ostatnią właścicielką była Therese von Petersheiden (1896 - 1974) - po mężu von Platen.

## Rodzina
Ojcem generała był były kanonier pruskiej artylerii, Christian Philipp Neander (1712-1762), a matką Charlotte Christiane Dittmar. Generał miał dwóch braci Johanna Christopha i Gottlieba Karla. W roku 1795 Joachim Neander von Petersheiden poślubił Johannę Friederikę von Wenzel (1747-1815). 

## Kariera wojskowa
- Udział w Wojnie siedmioletniej. Bitwa pod Dzierżoniowem
- 1786 - kapitan artylerii
- Udział w I koalicji antyfrancuskiej
- 1795 - major artylerii
- 1801 - podpułkownik artylerii
- 1805 - pułkownik altylerii
- 1807 - inspektor artylerii
- 1810 - generał

Zmarł 27 października 1817 w Berlinie, pochowany 30 października 1817 roku na starym cmentarzu garnizonowym Berlin - Mitte.